# Atrichum obtusulum
Atrichum obtusulum är en bladmossart som först beskrevs av C. Müller, och fick sitt nu gällande namn av Georg Friedrich von Jaeger 1880. Atrichum obtusulum ingår i släktet sågmossor, och familjen Polytrichaceae. Inga underarter finns listade i Catalogue of Life.